# ドブリン・ペトコフ
ドブリン・フリストフ・ペトコフ（ブルガリア語:  Добрин Христов Петков, ラテン文字転写例: Dobrin Khristov Petkov, 1923年8月24日 - 1987年2月10日）は、ドイツ出身でブルガリアを中心に活躍した指揮者、ヴァイオリニスト。

## 略歴
ドレスデンでブルガリア人の両親のもとに生まれるが、生後ほどなくして一家はブルガリアに戻った。ヴァイオリン教師だった父に４歳の頃からヴァイオリンの手ほどきを受け、9歳にしてヴァイオリニストとして初舞台を踏むに至る。12歳の時には、子供のためのオペラ公演で指揮を担当したり、パンチョ・ヴラディゲロフと演奏旅行に出かるなど活動の場を広げ、1937年には在勃英国大使の口添えでロンドン王立音楽大学に留学した。その後、第二次世界大戦がはじまったため、1939年にブルガリアに戻って兵役に就くが、脚を負傷する。その後ソフィア国立音楽院で指揮法と作曲を学び、1946年に卒業した後はソフィア・フィルハーモニー管弦楽団にヴァイオリン奏者として入団し、当団の指揮研修生として指揮の経験を積む。
1950年にルセ市歌劇場及び同市の交響楽団の常任指揮者に就任、1956年にはプロヴディフ・フィルハーモニー管弦楽団の首席指揮者に転出した。さらに1962年からはソフィア国立歌劇場の首席指揮者に異動し、1969年まで務めた。その後は1974年よりプロヴディフ・フィルハーモニー管弦楽団の首席指揮者に返り咲き、亡くなるまでその任に当たった。
1987年、ソフィアにて死去。